# Moteur Developpement International

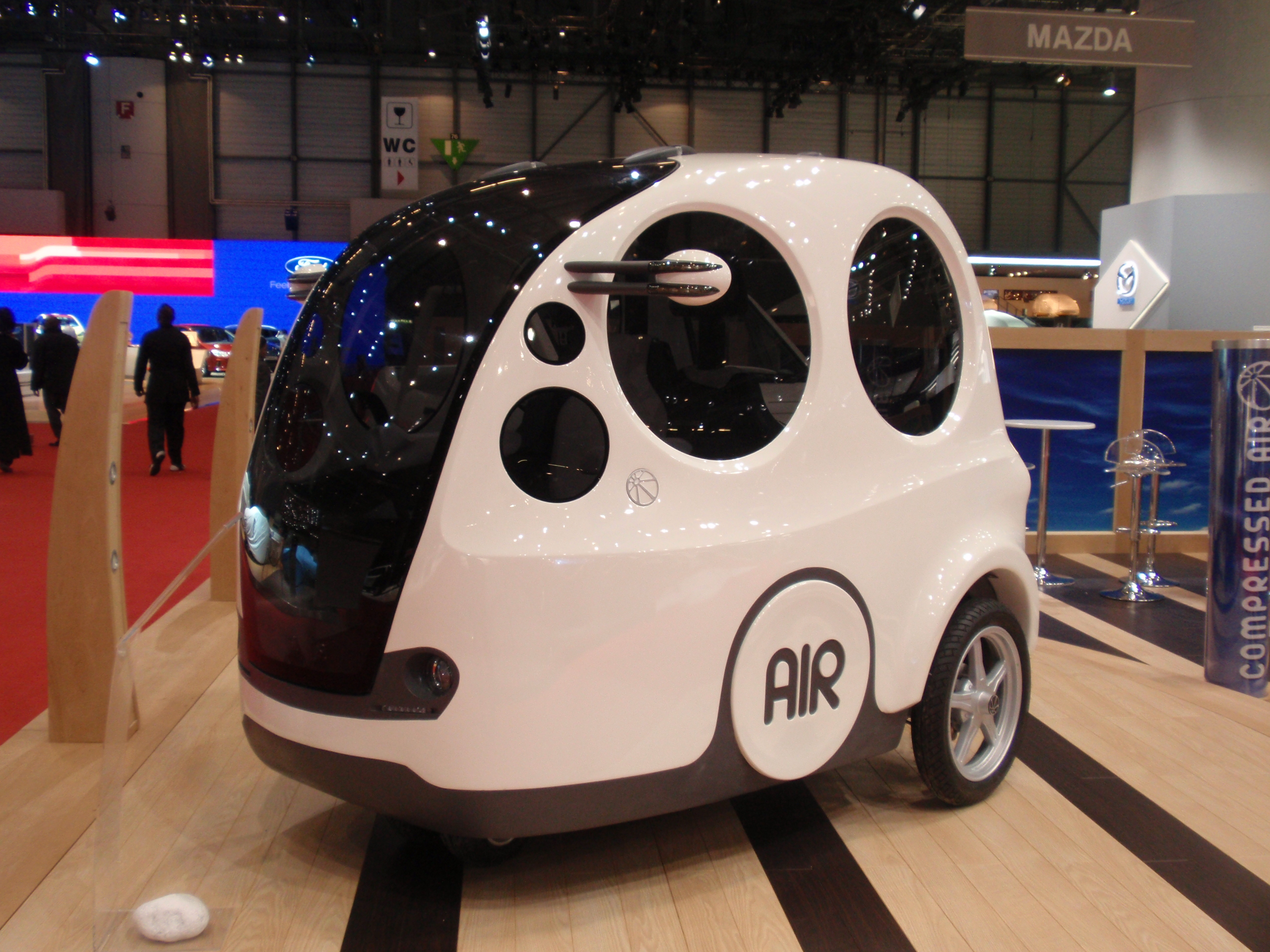
MDI Air Pod

Moteur Developpement International – luksemburskie przedsiębiorstwo z siedzibą w Carros we Francji. Główną jego działalnością jest projektowanie, rozwijanie i przygotowywanie do produkcji (przygotowywanie prototypów) samochodów na sprężone powietrze.